# Aechmea longifolia
Espèce
Classification phylogénétique
Synonymes
- Bromelia longifolia Rudge
- Streptocalyx angustifolius Mez
- Streptocalyx longifolius (Rudge) Baker

Aechmea longifolia est une espèce de plantes de la famille des Bromeliaceae originaire d'Amérique du Sud.

## Synonymes
- Bromelia longifolia Rudge[1] ;
- Streptocalyx angustifolius Mez[1] ;
- Streptocalyx longifolius (Rudge) Baker[1].

## Distribution
L'espèce se rencontre en Bolivie, Brésil, Équateur, Pérou, Colombie, Venezuela, Suriname et Guyane.

## Description
L'espèce est épiphyte ou hémicryptophyte.